# Cupania semiglabra
Cupania semiglabra là một loài thực vật có hoa trong họ Bồ hòn. Loài này được Cuatrec. mô tả khoa học đầu tiên năm 1951.